# Burgstall Großer Osser
Der Burgstall Großer Osser, auch Osserburg genannt, ist eine abgegangene Gipfelburg auf dem 1293 m ü. NHN hohen Gipfel des Großen Osser bei dem Markt Lam im oberpfälzischen Landkreis Cham in Bayern. Die Anlage wird als Bodendenkmal unter der Aktennummer D-3-6744-0001 im Bayernatlas als „mittelalterlicher Burgstall“ geführt.

## Geschichte
Die extrem hochgelegene kleine Burg, die Ende des 12. Jahrhunderts erbaut, jedoch vielleicht nie vollendet wurde, wird heute als Machtdemonstration der Grafen von Bogen gesehen. Auch kann nach keramischen Lesefunden ein Zusammenhang mit den für 1193 überlieferten Burgbauten Graf Alberts III. von Bogen auf dem Hohen Bogen und dessen Umgebung angenommen werden: Demnach hätte die Osserburg als Stützpunkt zwischen den bayerischen und böhmischen Herrschaftsgebieten der Grafen von Bogen durch die Übermittlung von Nachrichten mittels Rauch- und Feuerzeichen gedient.
In verschiedenen Grenzbeschreibungen wird die Burg zwischen 1512 (hier bereits „das ödslos“ genannt) und 1708 erwähnt. Im 19. Jahrhundert waren noch Ruinenteile sichtbar.
Der Burgstall, der zum Teil mit dem Osserschutzhaus überbaut ist, zeigt nur noch einen Grabenrest und ist heute ein Bodendenkmal.